# Макмиллан, Эрнест
Сэр Эрнест Александр Кэмпбелл Макмиллан (англ. Ernest Alexander Campbell McMillan, 18 августа 1893, Этобико — 6 мая 1973, Торонто) — канадский дирижёр, композитор, пианист, педагог и функционер музыкальных организаций. Многолетний руководитель Торонтского симфонического оркестра и Торонтского хора им. Мендельсона. Компаньон ордена Канады (1970).

## Биография
Уже к десяти годам Эрнест Макмиллан начал сочинять песни и давать публичные органные концерты. Подростком он посещал музыкальные курсы при Эдинбургском университете и получил диплом органиста и первую ученую степень по музыке. В 15 лет он уже получил место органиста в одной из церквей Торонто.
В 1914 году, в начале Первой мировой войны, Макмиллан оказался в Германии и четыре года провел в лагере для интернированных лиц как подданный враждебной державы. В лагере он организовывал представления и концерты, а вернувшись в Канаду в начале 20-х годов, снова стал органистом и хормейстером. Он также писал заметки для журналов, давал уроки музыки и продолжал сочинять. Большая часть его собственных произведений написана в эти годы.
В 1926 года Макмиллан возглавляет Торонтскую консерваторию. Этот пост он будет занимать до 1942 года. С 1927 по 1952 год он также является деканом факультета музыки Торонтского университета. Одновременно он принимает деятельное участие в организации концертов и музыкальных (в том числе фольклорных) фестивалей по всей стране. В 1931 году он становится музыкальным директором и дирижёром Торонтского симфонического оркестра и остается в этой должности до 1956 года. В течение 14 последних лет этого периода он одновременно возглавляет Торонтский Мендельсоновский хор. Он организовал первые коммерческие записи обоих коллективов. Как дирижёр, он специализировался на исполнении Баха и канадских композиторов.

## Признание заслуг
В 1935 году Эрнест Макмиллан был посвящён в рыцари. В 1964 году он был награждён медалью Канадского совета в области искусств, а в 1970-м стал
компаньоном ордена Канады. В 1973 году, посмертно, Макмиллан был награждён медалью Канадского совета в области музыки. Он также является лауреатом медали Рихарда Штрауса (от Германского авторского общества GEMA) и почетным доктором восьми университетов.
В честь Эрнеста Макмиллана названы театр в Торонто и сеть клубов изящных искусств в Ванкувере. Мемориальный фонд сэра Эрнеста Макмиллана, основанный его семьей в 1985 году, занимается помощью молодым одаренным музыкантам.